# Champion (Motorrad)
Champion war der Markenname eines deutschen Herstellers für Renn- und Tourenmotorräder in Radolfzell am Bodensee im Landkreis Konstanz in Baden-Württemberg.
Das Unternehmen existierte zwischen 1926 und 1933 und baute wohl 50 dieser Renn- und Tourenmaschinen in der Werkstatt des Radolfzeller Traktorenbauers Julius Maier in der Löwengasse, Traktorenmaier.
Das einzige heute noch existierende Exemplar der Rennmotorrad-Marke Champion gehört Manfred Schiller aus Radolfzell und befindet sich im Oldtimermuseum Meßkirch, in dem 30 Motorräder im Originalzustand ausgestellt werden.
Gut 40 Motorräder nannte Manfred Schiller sein Eigentum, bevor er die meisten 1973 verkaufte, darunter auch die Champion. Willi Kornmayer, Vorsitzender des Singener Oldtimerclubs, nahm sich des in Einzelteile zerlegten Motorrads an. Als Kornmayer die fertig restaurierte Champion 2004 wieder verkaufen wollte, zog Schiller das Vorkaufsrecht. Nachdem das Motorrad ein paar Wochen in einem Schaufenster in Radolfzell zu sehen war, steht es jetzt im Meßkircher Oldtimermuseum als Dauerleihgabe.
Das Rennmotorrad, Baujahr 1926, hat einen britischen Villiers-Motor „TT-Super-Sports“ mit 172 Kubikzentimeter, war nie für den Straßenverkehr zugelassen und zeigte ihr Können unter anderem bei den Schienerberg-Rennen, die es früher noch gab.